# واکنش بوکلهاید
واکنش بوکلهاید (به انگلیسی: Boekelheide reaction) نوعی واکنش بازآرایی است که طی آن α-پیکولین-N-اکسیدها به هیدروکسی‌متیلپیریدین‌ها تبدیل می‌شوند. این واکنش به افتخار ویرژیل بوکلهاید که اولین بار در سال ۱۹۵۴ آن را گزارش داد، نامگذاری شده‌است. در ابتدا واکنش با استفاده از استیک انیدرید انجام شد، که معمولاً به یک فرایند همراه با ریفلاکس در دمای ۱۴۰ درجه سانتی‌گراد نیاز داشت. واکنش را می‌توان با استفاده از تری‌فلورواستیک انیدرید (TFAA) انجام داد، که اغلب باعث می‌شود واکنش در دمای اتاق انجام‌پذیر شود.

## سازوکار
سازوکار واکنش بوکلهاید با انتقال آسیل از تری‌فلورواستیک انیدرید به اکسیژن N-اکسید آغاز می‌شود. سپس α-متیل کربن توسط آنیون تری‌فلوراستات پروتون‌زدایی می‌شود. این فرایند مولکول را برای بازآرایی سیگماتروپی-[۳،۳] که متیل‌پیریدینِ تری‌فلورواستیل‌دار شده را تأمین می‌کند، آماده می‌سازد. هیدرولیز تری‌فلورواستات، هیدروکسی‌متیل‌پیریدین را آزاد می‌کند.